# Petalocephala conspicua
Petalocephala conspicua är en insektsart som beskrevs av William Lucas Distant 1907. Petalocephala conspicua ingår i släktet Petalocephala och familjen dvärgstritar. Inga underarter finns listade i Catalogue of Life.